# Spruance (Schiff, 1975)
Die Spruance, auch USS Spruance (Kennung: DD-963), war ein Zerstörer und Typschiff der gleichnamigen Klasse der United States Navy, das von 1975 bis 2005 in Dienst. Das Schiff wurde nach Admiral Raymond A. Spruance benannt.

## Geschichte
Die Spruance wurde 1972 bei Ingalls Shipbuilding auf Kiel gelegt und lief 1973 vom Stapel. 1975 erfolgte die Indienststellung.
Die erste Verlegung der Spruance erfolgte 1979 und führte das Schiff als Geleitschutz der Saratoga ins Mittelmeer. Später befuhr die Gruppe das Schwarze Meer, um die Slawa zu beschatten, die gerade fertiggestellt wurde. 1983 verlegte man die Spruance im Rahmen des Iran-Irak-Krieges, zehn Jahre später half das Schiff beim US-Embargo gegen den Irak. 1994 folgte vor Haiti die Operation Restore Democracy.
Der letzte Einsatz an der Seite der John F. Kennedy endete im Dezember 2004, 2005 wurde der Zerstörer offiziell außer Dienst gestellt und 2006 im Rahmen einer Zielübung versenkt.